# Candidula rhabdotoides
Candidula rhabdotoides е вид охлюв от семейство Hygromiidae. Видът не е застрашен от изчезване.

## Разпространение
Разпространен е в Албания, България, Гърция, Северна Македония и Сърбия.

## Описание
Популацията на вида е стабилна.